# Martin Gavenda
Martin Gavenda (ur. 26 stycznia 1988 w Uherskim Hradišciu) – czeski żużlowiec.

## Życiorys
Brązowy medalista indywidualnych mistrzostw Czech juniorów do 19 lat (2007). Dwukrotny brązowy medalista młodzieżowych indywidualnych mistrzostw Czech (2008, 2009). Dwukrotny medalista młodzieżowych drużynowych mistrzostw Czech: złoty (2008) oraz srebrny (2009). Dwukrotny medalista mistrzostw Czech par klubowych: srebrny (2012) oraz brązowy (2008). Trzykrotny medalista drużynowych mistrzostw Czech: złoty (2006), srebrny (2011) oraz brązowy (2008). Dwukrotny brązowy medalista drużynowych mistrzostw Węgier (2006, 2012).
Wielokrotny reprezentant Czech na arenie międzynarodowej. Dwukrotny finalista drużynowych mistrzostw świata juniorów (Abensberg 2007 – brązowy medal, Gorzów Wielkopolski 2009 – IV miejsce). 
W lidze polskiej reprezentant klubów: Speedway Miszkolc (2006, 2008–2009), AK Markéta Praha (2007) oraz KMŻ Lublin (2013).